# Вахаев, Рамазан Висаевич
Рамазан Висаевич Вахаев (1920, Хамби-Ирзи — 28 ноября 1990, Грозный) — советский хозяйственный, государственный и политический деятель.

## Биография
Родился в 1920 году в селе Хадис-Юрт (ныне — Хамби-Ирзи). Член КПСС с 1956 года.
Окончил Грозненский нефтяной институт и ВПШ при ЦК КПСС.
До 1944 — помощник начальника цеха Грозненского химического завода, уполномоченный Главлита, заведующий отделом газеты «Ленинан некъ».
Депортирован в Казахскую ССР: бригадир колхоза в Семипалатинской области, заместитель председателя сельпо в селе Красивое Акмолинской области, оперативный сотрудник МГБ, инженер Главнефтесбыта, работник торговых предприятий в городе Акмолинске.
В 1958—1962 — инструктор Грозненского горкома КПСС, секретарь Заводского райкома КПСС города Грозного, первый секретарь Шалинского райкома КПСС.
В 1962—1969 — министр пищевой промышленности Чечено-Ингушской АССР, заместитель председателя, председатель Чечено-Ингушского республиканского комитета народного контроля
В 1969—1971 — второй секретарь Чечено-Ингушского обкома КПСС.
В 1971—1976 — председатель Совета Министров Чечено-Ингушской АССР.
С 1976 года — персональный пенсионер союзного значения.
Депутат Верховного Совета РСФСР 8-го и 9-го созывов. Делегат XXIV и XXV съездов КПСС.
Умер в Грозном в 1990 году.

## Награды
- Орден Октябрьской Революции (08.12.1973)
- Орден Трудового Красного Знамени (25.08.1971)[3]
- Орден Знак Почёта (31.12.1966)